# Olof Hernmarck
Olof Hernmarck, född sannolikt i början av 1690-talet i Västergötland, död 30 april 1739 i Finström (Åland), var en svensk häradshövding verksam på Åland samt stamfar för släkten Hernmarck.

## Karriär
Han blev student i Uppsala den 4 september 1711 och tillhörde Västgöta nation, auskultant i Svea hovrätt den 18 juni 1718, bokauktionist i Stockholm 1715, kassör där 1721 samt häradshövding i Ålands härad den 27 juni 1721.
Hernmarck utnämndes till häradshövding redan innan freden i Nystad som slöts den 30 augusti 1721. När han anlände till Åland året därpå hade landskapet legat öde sedan 1714 på grund av kriget. Invånarna hade levt som flyktingar, mestadels i Sverige, och ingen förvaltning hade funnits i landskapet. Sin första tid på Åland bodde Hernmarck på en gård i Näs, Saltvik socken (noterad där i 1723 års mantalslängd), varefter han flyttade till ett kronohemman i Önningeby, Jomala socken, där han var skriven med familjen 1724–1733. Olof Hernmarck köpte den 2 december 1724 skattehemmanet Finströms gård, Finström socken, men det dröjde till 1734 innan han flyttade dit. Där bodde han sedan fram till sin död. Gården övertogs längre fram av sonen Johan. Häradshövdingens boställe på Åland låg i Jomalaby, Jomala socken, men där bodde aldrig Hernmack. Gården låg öde till slutet av 1720-talet, sedan lät han den brukas av landbönder.
Olof Hernmarck beskriver 1729 själv sin karriär i en meritlista inskickad till hovrätten. Den lyder i sammandrag ungefär: I femton år använde jag min ungdomstid på studier samt därtill hörande nödiga vetenskaper. I sex år auskulterade jag vid Stockholms rådstugu- och kämnärsrätter samt i Svea hovrätt för att göra mig underkunnig uti själva praxis vid domstolarna. Vid riksdagen 1720 betjänade jag bondeståndets fullmäktige med skrivande uti deras angelägenheter. I juni 1721 utnämndes jag till häradshövding på Åland och tillträdde året därpå när landskapet åter började befolkas efter att ha legat öde i åtta år under ryska överväldet.

## Familj
Olof Hernmarcks ursprung är okänt förutom att hans fadersnamn var Andersson och att han kom från Västergötland. 
Han var från 1724 gift med Sabina Henning (1695–1765), omgift 1743 med Olof Thorin (1680–1758), kyrkoherde i Finström. Makarna hade tre barn:
- Anna Maria Hernmarck (1728–1788), gift med Johan Justander (1713–1774), astronomie observator, bosatta i Åbo.[5]
- Johan Hernmarck (1730–1783), hovrättsadvokat, bosatt i slutligen Åbo.
- Olof Hernmarck (1731–1786), kofferdikapten, bosatt i Stockholm. Han avled i Genua i Italien, enligt en notis i Inrikes tidningar 1786 nr 25, och var vid sin död också direktör vid Stockholms sjömanshus.